# Henry Levin
Henry Levin (Trenton, 5 giugno 1909 – Glendale, 1º maggio 1980) è stato un regista statunitense.

## Biografia
Prima di approdare al cinema lavorò in teatro come regista e attore. La sua lunga e prolifica carriera cinematografica iniziò nel 1943 come direttore di dialoghi. Poco tempo dopo cominciò a dirigere pellicole, spaziando quasi in ogni genere per i successivi 36 anni di carriera. Diresse western come L'uomo del Colorado (1948), l'avventuroso Il vendicatore nero (1955), la commedia E col bambino fanno tre (1949) e il film di fantascienza Viaggio al centro della Terra (1959).
Diradò la sua attività negli anni settanta e morì poco prima che fosse ultimato il suo ultimo lavoro, un film per la tv dal titolo Scout's Honor (1980).

## Filmografia parziale
- Cry of the Werewolf (1944)
- Sergeant Mike (1944)
- Dancing in Manhattan (1944)
- Le campane suonano all'alba (I Love a Mistery) (1945)
- The Fighting Guardsman (1946)
- Il figlio di Robin Hood (The Bandit of Sherwood Forest (1946)
- Il veleno del peccato (Night Editor) (1946)
- The Devil's Mask (1946)
- The Unknown (1946)
- Il ritorno di Montecristo (The Return of Monte Cristo) (1946)
- La colpa di Janet Ames (The Guilt of Janet Ames) (1947)
- Il segreto di Mary Harrison (The Corpse Came C.O.D.) (1947)
- La donna senza amore (The Mating of Millie) (1948)
- L'uomo del Colorado (The Man from Colorado) (1948)
- La favorita del maresciallo (The Gallant Blade) (1948)
- Non c'è passione più grande (Jolson Sings Again) (1949)
- E col bambino fanno tre (And Baby Makes Three) (1949)
- Purificazione (Mr. Soft Touch) (1949)
- Ogni anno una ragazza (The Petty Girl) (1950)
- Condannato! (Convicted) (1950)
- Il mistero del V3 (The Flying Missile) (1950)
- Ai confini del delitto (Two of a Kind) (1951)
- The Family Secret (1951)
- Ragazze alla finestra (Belles on Their Toes) (1952)
- Schiava e signora (The President's Lady) (1953)
- The Farmer Takes a Wife (1953)
- Allegri esploratori (Mister Scoutmaster) (1953)
- Tre ragazzi del Texas (Three Young Texans (1954)
- Giocatore d'azzardo (The Gambler from Natchez) (1954)
- Il vendicatore nero (The Dark Avenger) (1955)
- La ragazza di provincia (Let's Be Happy) (1957)
- L'uomo solitario (The Lonely Man) (1957)
- La donna del sogno (Bernardine) (1957)
- Il sole nel cuore (April Love) (1957)
- Come svaligiare una banca (A Nice Little Bank That Should Be Robbed) (1958)
- Il molto onorevole Mr. Pennypacker (The Remarkable Mr. Pennypacker) (1959)
- Vacanze per amanti (Holiday for Lovers) (1959)
- Viaggio al centro della Terra (Journey to the Center of the Earth) (1959)
- La spiaggia del desiderio (Where the Boys Are) (1960)
- Le meraviglie di Aladino (coregista: Mario Bava) (1961)
- Avventura nella fantasia (The Wonderful World of Brothers Grimm) co-diretto da George Pal (1962)
- Una sposa per due (If a Man Answers) (1962)
- Appuntamento fra le nuvole (Come Fly with Me) (1963)
- Hotel delle vergini (Honeymoon Hotel) (1964)
- Gengis Khan il conquistatore (Gengis Khan) (1965)
- Se tutte le donne del mondo (1966)
- Matt Helm... non perdona! (Murderer's Row) (1966)
- L'imboscata (The Ambushers) (1968)
- Non uccidevano mai la domenica (The Desperados) (1969)
- Jeff Boalt, l'uragano di Macao (The Man Bolt) (1973)
- Il piccolo campione (Run for the Roses) (1978)
- The Treasure Seekers (1979)